# دایرکتفلایگ
دایرکتفلایگ (به انگلیسی: Direktflyg) یک شرکت هواپیمایی با کد یاتا HS است که در تاریخ ۲۰۰۰ میلادی تأسیس شده است.
دفتر مرکزی دایرکتفلایگ در سوئد واقع شده‌است و قطب این شرکت هواپیمایی در فرودگاه دالا قرار دارد و به ۲ مقصد، پرواز مستقیم انجام می‌دهد.

## مقصدهای پروازی
مقصدهای پروازی دایرکتفلایگ به شرح زیر است (ژانویه ۲۰۱۵):
 سوئد
- اومئو - فرودگاه اومئو (در ۳۱ اکتبر ۲۰۱۵ پایان یافت)[۲]
- Åre/اوستشوند - فرودگاه آره اوستشوند (در ۳۱ اکتبر ۲۰۱۵ پایان یافت)[۲]